# 尾上松緑 (2代目)
二代目 尾上松緑（にだいめ おのえ しょうろく、1913年〈大正2年〉3月28日 - 1989年〈平成元年〉6月25日）は、日本の歌舞伎役者。屋号は音羽屋。定紋は四つ輪に抱き柏、替紋は藤輪に花菱。日本芸術院会員、人間国宝。
本名は藤間 豊（ふじま ゆたか）。六代目尾上菊五郎の薫陶を受ける。恰幅のいい体つきで時代物でも世話物でも存在感のある立役として活躍した。踊りの名手としても知られ、日本舞踊藤間流の四世家元として四代目藤間勘右衛門を名乗った。

## 来歴・人物
七代目松本幸四郎の三男として東京・日本橋浜町に生れる。長兄が十一代目市川團十郎、次兄が初代松本白鸚。四代目中村雀右衛門は義弟にあたる。三味線奏者の三代目・今藤長十郎はいとこ。
永田町尋常小学校（現・千代田区立麹町小学校）、京華中学校卒業。小学校では鉱物学者櫻井欽一と同級であった。
1918年（大正7年）10月、松本豊の名で帝国劇場における出世景清の石若で初舞台。1927年（昭和2年）、父の意向により六代目菊五郎のもとへ修行に出され、以後立役としての厳しい稽古をつけられる。1935年（昭和10年）3月、歌舞伎座『伽羅先代萩』の荒獅子男之助ほかで二代目尾上松緑を襲名する。
1937年（昭和12年）には父から日舞の一派藤間流の宗家を譲られ、四世家元四代目藤間勘右衛門を襲名する。
太平洋戦争が始まると中国戦線に出征するが、敗戦により生還した。翌1946年（昭和21年）、長男の亨（後の初代尾上辰之助）が生まれるが、まもなく父と師の相次ぐ死に見舞われる。六代目菊五郎の死後、尾上菊五郎劇団を率いるようになり、この頃から活発な舞台活動を見せはじめる。
1975年（昭和50年）、二代目藤間勘斎を名のって勘右衛門を長男・辰之助に譲ったが、1987年（昭和62年）、辰之助に先立たれる。美声だった辰之助を「あいつの笛は俺より上等だ」と言って悔しがったほど期待をかけていた後継者を失う。その後自身も身体の不調をうったえるようになるが、辰之助の忘れ形見となった孫の二代目尾上左近（四代目松緑）の成長を気にかけていた。辰之助の死から2年経った1989年（平成元年）6月25日、急性肺炎のため死去。76歳だった。墓は神奈川県鎌倉市鎌倉霊園に建てられている。
新橋芸者に生ませた男児があり、光と名づけて次男として認知、のち藤間勘左を名のった。
東京・千代田区のホテルニューオータニの近くに自宅を構え、住所からは「紀尾井町（の松緑さん）」と呼ばれて親しまれた。大向うの掛け声も「音羽屋っ！」ではなく「紀尾井町っ！」とかかるのが常だった。

## 芸風

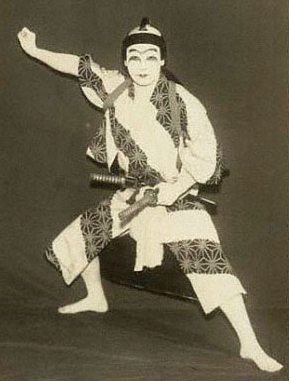
『仮名手本忠臣蔵』の鷺坂伴内（昭和20年代）

立役の後継者に恵まれなかった師・六代目菊五郎の芸風の良き継承者だった。また七代目尾上梅幸、三代目市川左團次、十七代目市村羽左衛門らとともに菊五郎劇団を支えて、大正から昭和初期の歌舞伎を戦後に伝えることに大きな功績があった。
恰幅のいい体つきと、明るく豪放磊落な仁で、『勧進帳』の弁慶、『暫』の鎌倉権五郎、『毛抜』の粂寺弾正のような荒事や、『義経千本桜』のいがみの権太などを当たり役とした。また『梅雨小袖昔八丈』（髪結新三）の新三、『曽我綉侠御所染』（御所五郎蔵）の五郎蔵、『盲長屋梅加賀鳶』（加賀鳶）の梅吉・竹垣道玄、『新皿屋舗月雨暈』（魚屋宗五郎）の宗五郎といった世話物、そして『仮名手本忠臣蔵』の大星由良助・寺岡平右衛門、『一谷嫩軍記』「熊谷陣屋」の熊谷直実、『義経千本桜』の平知盛・狐忠信などの時代物も得意で、幅広い役に取り組んでいる。
舞踊では同世代の中で抜きんでた名手で『土蜘』、『茨木』、『積恋雪関扉』（関の扉）、『六歌仙容彩』（六歌仙）、『船弁慶』など代表作は数多い。
テレビや映画の出演も多く、NHK大河ドラマでは第1作の『花の生涯』で井伊直弼（主役）、『勝海舟』で勝小吉、『草燃える』で後白河法皇を演じた。
実兄・十一代目市川團十郎が「團十郎」襲名の3年後に急死すると、市川宗家の名代としての自覚も芽生え、歌舞伎十八番の『象引』『七つ面』『解脱』『関羽』『不動』などの埋もれた古典の復活を次々に行った。また、『宿無團七』などの上方狂言に挑戦したり、東大寺二月堂お水取りを取材して作った新作舞踊『達陀（だったん）』の初演や、『オセロ』『シラノ・ド・ベルジュラック』など、洋の東西を問わず、歌舞伎以外の商業演劇でも積極的に新劇俳優と共演する芸域の広さも見せていた。
また、演劇のジャンルを越えて後進や若手の役者を育てることにも熱心だった。喜劇役者の伊東四朗がまだ無名時代に松緑に教えを請おうと自筆の芝居の台本を持って歌舞伎座へ押し掛けたところ、松緑は伊東を自らの楽屋に通し、台本を読んでアドバイスをしたばかりか、女形芸について訊かれると当時自身に師事していた四代目坂東鶴之助（後の五代目中村富十郎）を伊東に紹介してまでいる。また後に時代劇俳優として名を成す高橋英樹は、日活在籍時の18歳の頃から一時期松緑の下で、着物の着付けや基本動作、そして時代物を演じるときの基礎的な所作などをしっかりと学んでいる。十八代目中村勘三郎は、『松録のおじさん』と慕い、「俺は体は動かないが、心で形は出来ているんだ」と言って、体が動かなくなった晩年でも、歌舞伎の形の稽古を付けてもらっていたという。

## 各賞・栄典

### 受賞・受章
- 1952年（昭和27年）- 毎日演劇賞劇団賞。第7回文部省芸術祭奨励賞（『若き日の信長』の平手中務で）
- 1955年（昭和30年）- 第1回テアトロン賞
- 1964年（昭和39年）- 第9回テアトロン賞
- 1965年（昭和40年）- 藤間勘右衛門として日本芸術院賞受賞[8]
- 1967年（昭和42年）- NHK放送文化賞
- 1984年（昭和59年）- 文化功労者
- 1987年（昭和62年）- 文化勲章
- 1989年（平成元年）- 従三位勲一等瑞宝章追贈

### その他
- 1972年（昭和47年）- 人間国宝
- 1973年（昭和48年）- 日本芸術院会員

## 当たり役
時代物
- 『暫』の鎌倉権五郎
- 『毛抜』の粂寺弾正
- 『菅原伝授手習鑑』の梅王丸
- 『天満宮菜種御供』（時平の七笑）の時平
- 『勧進帳』の弁慶
- 『御所桜堀川夜討』「弁慶上使」の弁慶
- 『義経千本桜』の平知盛・狐忠信・いがみの権太
- 『一谷嫩軍記』「熊谷陣屋」の熊谷直実
- 『寿曾我対面』の曽我五郎
- 『梶原平三誉石切』（石切梶原）の梶原平三
- 『伽羅先代萩』の荒獅子男之助
- 『仮名手本忠臣蔵』の大星由良助・寺岡平右衛門
- 『絵本太功記』の武智十兵衛光秀
- 『妹背山婦女庭訓』の鱶七
- 『傾城反魂香』「吃又」の又平
- 『雷神不動北山桜』（鳴神）の鳴神上人・粂寺弾正・不動明王（三役）

世話物
- 『盲長屋梅加賀鳶』（加賀鳶）の按摩竹垣道玄
- 『梅雨小袖昔八丈』（髪結新三）の髪結新三
- 『雪暮夜入谷畦道』（蕎麦屋）の片岡直次郎
- 『水天宮利生深川』（筆屋幸兵衞）の船津幸兵衛
- 『天衣紛上野初花』（河内山と直侍）の松江出雲守
- 『天竺徳兵衛韓噺』の天竺徳兵衛
- 『極付幡随長兵衛』（湯殿の長兵衛）の水野十郎左衛門
- 『三人吉三巴白浪』の和尚吉三
- 『夏祭浪花鑑』「鳥居前」「三婦内」「泥場」の団七
- 『塩原多助一代記』の塩原多助・道連れ小平（二役）

舞踊
- 『土蜘』の智籌
- 『茨木』の渡辺綱
- 『積恋雪関扉』の関の扉
- 『六歌仙容彩』の六歌仙
- 『船弁慶』の静御前・知盛の亡霊（二役）
- 『達陀』の僧集慶

## 出演

### 映画
- 江戸の夕映（1954年、松竹、監督：中村登、主演：九代目市川海老蔵）
- 群盗南蛮船（1959年、松竹、監督：稲垣浩）
- バナナ（1960年、松竹、監督：渋谷実）

### テレビドラマ
- 五重塔（1958年、KR）
- 雨あがる（1961年、TBS）- 三沢伊兵衛 役
- 半七捕物帳（1961 - 62年、日本テレビ）- 半七 役
- パパだまってて（1962 - 63年、TBS）
- 判決（1962 - 66年、NET）- 雨宮弁護士 役
- 大河ドラマ（NHK）
  - 花の生涯（1963年）- 井伊直弼 役
  - 赤穂浪士（1964年）- 新井白石 役
  - 樅ノ木は残った（1970年）- 伊達政宗 役
  - 勝海舟（1974年）- 勝小吉 役
  - 草燃える（1979年）- 後白河法皇 役
- 大岡政談 池田大助捕物帳（1966 - 67年、NHK）- 大岡越前 役
- 築山殿始末（1966年、フジテレビ）
- 女と味噌汁 その10（1968年、TBS） - 河内たいちろう 役
- 寿の日（1975年、TBS）- 畑亮太郎 役
- 明日がござる（1975 - 76年、TBS）- 世渡欣太郎 役
- 闇を斬れ（1981年、フジテレビ）- 兼子八郎左衛門 役
- 花道は炎のごとく（1985年、日本テレビ）

### 舞台
- シラノ・ド・ベルジュラック -シラノ（1964年、日生劇場）
- 悪魔と神 -ゲッツ（1965年、日生劇場）
- オセロー -オセロー（1977年、新橋演舞場）
- ターリン行きの船 -ロジオン・ニコライチ（1979年、サンシャイン劇場）

## その他・評伝
- この恋は雲の涯まで（1973年、宝塚歌劇団）※振付・演出
- 谷川建司『高麗屋三兄弟と映画』（2018年、雄山閣）

## 著書
- 『踊りの心』（毎日新聞社、1971年）
- 『役者の子は役者』（日本経済新聞社、1976年）-「私の履歴書」を増補。
- 『松緑芸話』（講談社、1989年／講談社文庫、1992年）- 没する寸前に出版された回顧録[9]。

## 脚註
1. ↑  尾上松緑(2代目) コトバンク 2018年8月16日閲覧。
2. 1 2  『役者の子は役者』36ｐ
3. ↑  『蟇石庵塵語』櫻井欽一著 1972年「我が師を語る」
4. ↑  『役者の子は役者』134-5ｐ
5. ↑  “麹町界隈わがまち人物館 尾上松緑-２世-”.   千代田区麹町出張所地区連合町会・地域コミュニティ活性化事業実行委員会. 2015年2月21日閲覧。
6. ↑  『我が道』 伊東四朗 スポーツニッポン 2011年8月9日付参照
7. ↑  “7《高橋英樹に始まって》その1”.   （白川文造）BUNZO’s note ～昭和のテレビ編成マンの昔話～ (2008年10月26日). 2013年5月7日閲覧。
8. ↑  『朝日新聞』1965年4月10日（東京本社発行）朝刊、14頁
9. ↑  聞き書きで、織田紘二（刊行時、国立劇場に在任、あとがきより）が担当